# WatchOS 3
watchOS 3 è la terza versione del sistema operativo per Apple Watch sviluppato dalla Apple Inc. È stata presentata durante la Worldwide Developers Conference del 2016 di Apple il 13 giugno 2016, per poi essere pubblicata il 13 settembre 2016. Questo aggiornamento porta numerosi miglioramenti in termini di velocità e prestazioni dell'Apple Watch.

## Storia

### Aggiornamenti

#### 3.1
watchOS 3.1 è stato pubblicato il 24 ottobre 2016. L'aggiornamento è mirato principalmente alla correzione di errore, ma è stata aggiunta una funzione nell'applicazione Messaggi che permette di riprodurre gli effetti iMessage dei messaggi inviati.

#### 3.1.1
watchOS 3.1.1 è stato pubblicato il 12 dicembre 2016, il quale risolve solo alcuni bug. Dopo alcune ore alla sua pubblicazione, alcuni smartwatch si bloccavano durante l'aggiornamento, mostrando un punto esclamativo dentro un cerchio rosso, con sotto l'indirizzo della pagina di supporto di Apple. Successivamente, l'azienda ha ritirato l'aggiornamento.

#### 3.1.3
watchOS 3.1.3 è stato pubblicato il 13 gennaio 2017, che corregge solamente alcuni errori.

#### 3.2
watchOS 3.2 è stato pubblicato il 27 marzo 2017. L'aggiornamento porta la Modalità Cinema, che, se attivata, disattiva le notifiche sonore, luminose e l'illuminazione automatica quando si alza il polso. Inoltre, viene aggiunta la funzionalità Scrivi a mano (Scribble) anche per la lingua italiana.

## Funzionalità

### Dock
Con watchOS 3 viene aggiunto il Dock. Ora, premendo sul tasto laterale dell'Apple Watch, viene aperta una schermata che ricorda il multitasking dell'iPhone. Le applicazioni presenti in questa schermata possono essere aggiunte o rimosse e sono costantemente aggiornate, in modo tale che, se aperte, non devono caricare i dati, risultando un avvio quasi istantaneo.

### Centro di controllo
È stato implementato il Centro di Controllo. Ora infatti, scorrendo dal basso verso l'alto, è disponibile una schermata che permette di gestire varie funzionalità dall'Apple Watch, come la modalità aereo e la batteria.

### Battito cardiaco Respirazione
Dalla terza versione del sistema operativo è stata aggiunta l'applicazione Battito cardiaco, in grado di rilevare i battiti al minuto del cuore. È stata inoltre aggiunta l'applicazione Respirazione, che offre all'utente la possibilità di rilassarsi respirando profondamente.

### Messaggi
L'applicazione Messaggi è stata completamente rinnovata. Ora supporta tutte le funzionalità aggiunte con iOS 10, come l'invio di sticker e messaggi animati. Inoltre è stata aggiunta una nuova funzione per rispondere ai messaggi, chiamata Scrivi a mano, che traduce in lettere ciò che l'utente scrive a mano.

### Quadranti
Sono stati aggiunti numerosi quadranti, come Attività (digitale), Attività (analogico), Minnie e Cifre. Ora, toccando sul quadrante di Topolino o Minnie, i personaggi pronunceranno l'ora esatta.

### SOS Emergenze
È stata introdotta una nuova funzionalità, chiamata SOS Emergenze. Essa è accessibile tenendo premuto il tasto laterale e scorrendo sull'omonima funzione. Questo farà partire una chiamata d'emergenza al 112 condividendo la posizione attuale e, conclusa la chiamata, invierà a tutti i contatti d'emergenza scelti dall'utente un messaggio di notifica con la posizione attuale.

### Sedia a rotelle
Ora, mentre si configura un Apple Watch per la prima volta, è possibile impostare lo smartwatch per un utente in sedia a rotelle. Questa impostazione andrà a modificare i tipi di allenamenti presenti nell'applicazione Allenamento e le notifiche di movimento. Inoltre ricalibrerà i dati prelevati dal dispositivo.

### Condivisione attività
È possibile condividere i propri allenamenti e attività con altri utenti muniti di Apple Watch, così da visualizzare l'andamento dei grafici di tutti gli amici aggiunti.

### Altro
Ora è possibile sbloccare il Mac con macOS Sierra attraverso l'Apple WAtch.
Scorrendo orizzontalmente sullo smarwatch è possibile cambiare il quadrante.
Aggiunte le applicazioni Casa e Trova Amici.
Aggiunto il supporto a Apple Pay.

## Tabella delle versioni
| Versione | Versione di iOS | Data di pubblicazione | Disponibile per                                                  |
| -------- | --------------- | --------------------- | ---------------------------------------------------------------- |
| 3.0      | 10.0.1          | 13 settembre 2016     | Apple Watch Series 0, Apple Watch Series 1, Apple Watch Series 2 |
| 3.1      | 10.1            | 24 ottobre 2016       | Apple Watch Series 0, Apple Watch Series 1, Apple Watch Series 2 |
| 3.1.1    | 10.2            | 12 dicembre 2016      | Apple Watch Series 0, Apple Watch Series 1, Apple Watch Series 2 |
| 3.1.3    | 10.2.1          | 13 gennaio 2017       | Apple Watch Series 0, Apple Watch Series 1, Apple Watch Series 2 |
| 3.2      | 10.3            | 27 marzo 2017         | Apple Watch Series 0, Apple Watch Series 1, Apple Watch Series 2 |

## Changelog ufficiale
Di seguito è riportato il changelog ufficiale di ogni versione:

### watchOS 3.0
- Premi il tasto laterale per accedere alle tue app preferite sul Dock.
- Le app sul Dock sono aggiornate in tempo reale e si aprono all'istante.
- Aggiungi fino a 10 app sul Dock, vedi la tua musica da "Ora in riproduzione" o apri le app che hai utilizzato di recente.
- Scorri lateralmente per passare rapidamente da un quadrante all'altro.
- Scorri verso l'alto per accedere alle impostazioni principali nel Centro di Controllo.

Quadranti
- Nuovi quadranti Minni, Attività e Cifre.
- Le complicazioni sono ora disponibili anche sui quadranti Foto, Album, Timelapse e Animazione.
- Scopri le nuove complicazioni che includono Allenamento, Musica e Messaggi.
- Aggiungi e personalizza i quadranti con la nuova galleria quadranti, disponibile nell'app Apple Watch di iPhone.
- Scopri e aggiungi complicazioni di terze parti nella galleria quadranti.

Attività
- Condividi e confronta i tuoi anelli di Attività.
- Ordina gli allenamenti in ordine alfabetico, in base ai passi o agli allenamenti quotidiani e ai progressi fatti verso i gli obiettivi per Movimento ed Esercizio.
- Ricevi notifiche automatiche quando un amico completa gli anelli, conclude un allenamento o guadagna una medaglia.
- Utilizza le risposte smart personalizzate per inviare incoraggiamenti o commenti.
- Visualizza la cronologia con il nuovo pannello Condivisione dell'app Attività su iPhone.

Allenamento
- Opzione di avvio rapido per gli allenamenti più frequenti.
- Vista a metriche multiple personalizzabile per ciascun tipo di allenamento.
- Con i nuovi gesti puoi mettere in pausa un allenamento, riprenderlo o contrassegnare i diversi segmenti.
- Opzione "Altro" con etichette per monitorare attività quali yoga, pilates, cross training e molte altre ancora.
- Opzione di pausa automatica per gli allenamenti di corsa.
- Puoi chiedere a Siri di mettere in pausa, riprendere o terminare un allenamento.
- Percorsi con indicatori di velocità per gli allenamenti outdoor.

Attività su sedia a rotelle
- Gli anelli di Attività sono stati ottimizzati per l'utilizzo su sedia a rotelle.
- Sono incluse variazioni di velocità, tipo di superfici e di spinte.
- Le spinte contribuiscono al raggiungimento degli obiettivi quotidiani relativi al consumo di calorie.
- Notifiche e anello "Pause attive".
- Nuovi allenamenti outdoor a ritmo standard o sostenuto.

Respirazione
- Regalati un momento della tua giornata da dedicare a brevi sessioni di respirazione profonda con la nuova app Respirazione.
- Le animazioni rilassanti e i feedback aptici ti aiuteranno a regolarizzare il ciclo respiratorio.
- Personalizza la durata delle sessioni e la frequenza di respiri al minuto.
- Riepilogo al termine della sessione, completo di frequenza cardiaca.
- Ricevi promemoria che ti ricordano di eseguire gli esercizi di respirazione.
- Riepilogo dell'attività settimanale.

Comunicazione
- I messaggi non sono mai stati così espressivi.
  - Effetti a tutto schermo per festeggiare i momenti speciali.
  - Opzione Tapback per commentare velocemente messaggi, link e foto.
  - Messaggi scritti a mano che prendono vita come l'inchiostro su un foglio di carta.
  - Invia gli adesivi di Messaggi o di terze parti.
  - Visualizza i messaggi segreti scritti con l'inchiostro magico.
- Scrittura a mano
  - Apple Watch trasforma in testo le lettere tracciate sullo schermo.
  - Ruota la Digital Crown per visualizzare le opzioni di risposta smart.
  - L'opzione di scrittura intelligente è disponibile per inglese (USA), cinese tradizionale e semplificato.
- Opzioni di risposta disponibili per le notifiche di Messaggi e Mail, tra cui Digital Touch, emoji e risposte smart.
- Nuove emoji con opzioni aggiuntive che rispettano le diversità di genere, come la famiglia monoparentale o la bandiera arcobaleno, e design completamente rinnovato delle emoji più popolari.
- SOS emergenze
  - Spingi e tieni premuto tasto laterale per chiamare i servizi di emergenza.
  - Invia una notifica automatica ai contatti di emergenza e condividi la tua posizione.
  - Visualizza la tua cartella clinica e le informazioni relative a farmaci, alle allergie o a eventuali patologie.
  - Il numero telefonico di emergenza viene aggiornato in base al luogo in cui ti trovi.

Casa
- Controlla gli accessori compatibili con HomeKit grazie alla nuova app Casa.
- Abilita le scene che hai creato su iPhone per controllare più accessori con un semplice tocco.
- Controlla i tuoi accessori preferiti dal polso o anche in remoto, con Apple TV o iPad.
- Grazie al supporto di videocamere IP, puoi guardare video dalle notifiche e dai controlli degli accessori.

Ulteriori miglioramenti
- Con la nuova app Promemoria puoi gestire gli impegni programmati, aggiornare la lista della spesa e molto altro ancora.
- Scopri facilmente dove si trovano amici o familiari con l'app "Trova i miei amici" completamente rinnovata.
- Utilizza Apple Pay con app di terze parti.
- Elimina eventi e passa da un calendario all'altro nell'app Calendario.
- Utilizza FaceTime per effettuare chiamate audio direttamente da Apple Watch.
- Visualizza le impostazioni nell'app Apple Watch su iPhone.
- Controlli dell'app Fotocamera per le impostazioni di flash, modalità Live Photo e in sequenza, HDR, zoom e orientamento frontale o posteriore.
- Nuove varianti di Siri in spagnolo (Cile), cantonese (Cina continentale), inglese (Irlanda e Sud Africa).

### watchOS 3.1
- Introduce una nuova opzione che consente di riprodurre nuovamente gli effetti a tutto schermo e le animazioni dei fumetti in Messaggi.
- Consente di riprodurre gli effetti anche quando la modalità "Riduci movimento" è attiva.
- Risolve un problema per cui alcuni utenti potevano ricevere due volte la notifica del timer una volta scaduto il tempo.
- Risolve un problema che poteva impedire il caricamento completo di Apple Watch Series 2.
- Risolve un problema per cui gli anelli Attività potevano non essere presenti sul quadrante di Apple Watch.
- Risolve un problema per cui le opzioni Force Touch potevano non venire visualizzate correttamente con alcune app di terze parti.

### watchOS 3.1.1
- Risolve un problema che poteva impedire ai nomi dei contatti di essere visualizzati correttamente sull'app Messaggi e nelle notifiche.
- Risolve un problema che poteva incidere sulla possibilità di rispondere alle notifiche.
- Risolve un problema che poteva impedire il corretto aggiornamento dei dati della complicazione Borsa sul quadrante.
- Risolve un problema che poteva impedire la corretta visualizzazione degli anelli nei diversi quadranti Attività.
- Risolve un problema che poteva impedire la corretta visualizzazione delle cifre sul quadrante analogico dopo aver modificato l'unità di misura della temperatura nell'app Meteo.
- Risolve un problema per il quale l'app Mappe poteva rimanere in funzione anche una volta conclusa la navigazione.
- Risolve un problema per il quale la data nella vista mensile dell'app Calendario poteva non essere visualizzata correttamente.

### watchOS 3.1.3
- Questo aggiornamento include miglioramenti e correzioni di errori.

### watchOS 3.2
- Adesso puoi utilizzare Siri con le app che scarichi da App Store per iniziare i tuoi allenamenti, inviare messaggi, effettuare pagamenti, selezionare servizi di trasporto alternativo e molto altro ancora.
- La modalità Spettacolo disattiva la suoneria e oscura lo schermo fino a quando lo tocchi, anche se alzi il polso.
- La funzionalità "Scrivi a mano" è ora disponibile in francese, spagnolo e italiano.
- Adesso, l'avanzamento della sincronizzazione delle playlist musicali è visualizzato nell'app Apple Watch su iPhone.